# 감찰어사
감찰어사(監察御史)는 고려 시대의 종 6품 관직이다.
대관(臺官), 즉 사헌대의 관리란 의미로 지금의 감사실 및 일종의 정부 내의 검찰, 경찰의 임무와 유사하며 검사급의 관직으로 당시에는 관리의 감찰(監察, 규찰糾察), 제사(祭祀), 조회(朝會), 전곡(錢穀)의 입출의 감독하는 임무를 수행했다.
고려 개국시 만든 사헌대(司憲臺)를 995년 성종 14년에 어사대(御史臺)로 이름을 바꾸면서 만들어진 관직이다. 1275년 충렬왕 1년에 어사대를 다시 감찰사(監察司)로 고치면서 감찰어사의 이름도 감찰사(監察史)라고 바꾸었다. 1298년 충선왕이 참살사를 사헌부(司憲府)로 고치면서 감찰사를 감찰내사(監察內史)로 바꾸었으나, 사헌부를 다시 감찰사로 고쳤고 감찰내사를 다시 그 이전의 이름인 감찰어사로 바꾸었다. 1308년 충렬왕 34년에 다시 사헌부로 이름을 고쳤고 감찰어사는 규정(糾正)으로 바뀌었다. 1356년 공민왕 5년에는 어사대로 다시금 바뀌었고 규정의 이름도 감찰어사로 바꾸었으나 1362년에 다시 감찰사로 바꾸고 감찰어사의 이름도 규정으로 바꾸었다.